# فهرست قنات‌های شهرستان پیشوا
جدول زیر براساس آمار وزارت جهاد کشاورزی تهیه شده‌است. فهرست زیر قنات‌های شهرستان پیشوا در استان تهران را نشان می‌دهد.
| نام قنات  | موقعیت                  | نزدیک‌ترین روستا | طول قنات (متر) | تعداد میله چاه | عمق مادر چاه | دبی (لیتر بر ثانیه) | سطح زیر کشت (هکتار) |
| --------- | ----------------------- | --------------- | -------------- | -------------- | ------------ | ------------------- | ------------------- |
| حصارک     | بخش مرکزی شهرستان پیشوا | حصارک           | ۸۰۰۰           | ۱۵۰            | ۱۸           | ۳۵                  | ۱۰۰                 |
| مناردک    | بخش مرکزی شهرستان پیشوا | مناردک          | ۸۰۰۰           | ۲۰۰            | ۲۳           | ۳۵                  | ۴۹                  |
| چاله مورد | بخش مرکزی شهرستان پیشوا | چاله مورد       | ۴۰۰۰           | ۷۵             | ۱۲           | ۲۰                  | ۱۰۰                 |